# Puchar Czesko-Słowacki w piłce siatkowej
Puchar Czesko-Słowacki w piłce siatkowej (cz. Česko-Slovenský pohár) – cykliczne rozgrywki w piłce siatkowej organizowane corocznie przez Czeski Związek Piłki Siatkowej i Słowacki Związek Piłki Siatkowej dla zdobywców Pucharów Czech i Słowacji.
Kobiece rozgrywki o siatkarski Puchar Czesko-Słowacki rozgrywane są od 2003 roku, natomiast rozgrywki mężczyzn od 2010 roku.

## Zwycięzcy

### kobiety
| Rok  | Miejsce spotkania | 1. miejsce              | 2. miejsce              | Wynik                            |
| ---- | ----------------- | ----------------------- | ----------------------- | -------------------------------- |
| 2003 | Brno              | VK Královo Pole Brno    | VK Slávia UK Bratysława |                                  |
| 2004 | Senica            | VK Slávia UK Bratysława | PVK Olymp Praga         |                                  |
| 2005 | Brno              | PVK Olymp Praga         | VK Slávia UK Bratysława |                                  |
| 2006 | Pezinok           | PVK Olymp Praga         | VK Královo Pole Brno    |                                  |
| 2007 | Mikulov           | VK Královo Pole Brno    | PVK Olymp Praga         |                                  |
| 2008 | Hnúšťa            | Doprastav Bratysława    | VK Prostějov            |                                  |
| 2009 | Ołomuniec         | VK Prostějov            | UP Ołomuniec            | 3:0 (25:16, 25:13, 25:19)        |
| 2010 | Levice            | VK Modřanská Prostějov  | VK Slávia UK Bratysława | 3:0 (25:21, 25:15, 25:12)        |
| 2011 | Cieplice          | VK Modřanská Prostějov  | Doprastav Bratysława    | 3:1 (25:13, 22:25, 25:17, 25:16) |
| 2012 | Bratysława        | VK Modřanská Prostějov  | Doprastav Bratysława    | 3:0 (25:14, 25:19, 25:21)        |

### mężczyźni
| Rok  | Miejsce spotkania | 1. miejsce                    | 2. miejsce                    | Wynik                            |
| ---- | ----------------- | ----------------------------- | ----------------------------- | -------------------------------- |
| 2010 | Levice            | VK DHL Ostrava                | VKP Bratislava                | 3:1 (25:17, 14:25, 25:19, 25:20) |
| 2011 | Cieplice          | VK Jihostroj České Budějovice | VK Chemes Humenné             | 3:0 (25:20, 25:13, 25:18)        |
| 2012 | Bratysława        | VK DHL Ostrava                | Volley Team UNICEF Bratislava | 3:0 (25:21, 25:23, 25:14)        |

## Statystyki
| Kraj     | 1. miejsce | 2. miejsce |
| -------- | ---------- | ---------- |
| Czechy   | 3          | 0          |
| Słowacja | 0          | 3          |

| Klub                   | 1. miejsce | 2. miejsce |
| ---------------------- | ---------- | ---------- |
| VK Ostrava             | 2          | 0          |
| VK České Budějovice    | 1          | 0          |
| VK Humenné             | 0          | 1          |
| VKP Bratislava         | 0          | 1          |
| Volley Team Bratislava | 0          | 1          |